# Eosentomon strioculi
Eosentomon strioculi är en urinsektsart som beskrevs av Yin 1982. Eosentomon strioculi ingår i släktet Eosentomon och familjen trakétrevfotingar. Inga underarter finns listade i Catalogue of Life.